# Rod (bóg)
Rod (st. rus.: родъ (rodŭ), biał., bułg., ros., serb.: Род, ukr.: Рід) – w przedchrześcijańskiej religii Słowian wschodnich i południowych bóg utożsamiany ze sferą rodzinną, kultem przodków i losem, być może bóg najwyższy we wczesnej historii Słowian. Wśród Słowian południowych znany także jako Sud („Sąd”). Zazwyczaj wymieniany razem z rodzanicami (u Słowian południowych sudenicami). Poświęcone mu były postrzyżyny, gdzie jemu i rodzanicom poświęcano posiłek oraz ścięte włosy. Jego kult tracił na znaczeniu i w IX lub X wieku został zastąpiony przez Peruna, Swaroga i/lub Świętowita, co tłumaczyłoby jego nieobecność w panteonie Włodzimierza Wielkiego.

## Etymologia
Imię Rod jest potwierdzone w źródłach staro-cerkiewno-słowiańskich oraz staroruskich o przedchrześcijańskiej religii. Imię to wywodzi się od prasłowiańskiego członu *rodъ oznaczającego „ród”, „rodzić”, „obradzać”, „rodzaj”, „przyroda”, a także „plon”, „zbiory”, „owoc”, a ten człon wywodzi się z praindoeuropejskiego rdzenia *wréh₂ds oznaczającego „korzeń” (por. ang. root, łac. radix, gr. ρίζα (rhíza), „korzeń”). Aleksander Brückner zauważa również podobieństwo imienia do awestyjskiego słowa rada- oznaczającego „opiekun”.

## Rod w źródłach
Pierwsze źródło wzmiankujące o Rodzie to Słowo św. Grzegorza Teologa o tym, jak poganie kłaniali się bożkom z XI wieku: 

Także i do Słowian doszło to słowo, i ci zaczęli ofiary składać Rodu i rożanicom zanim Perunowi, ich bogowi. A wcześniej składali ofiary upiorom i beregyniom. Ale i ninie po obrzeżach modlą się do niego, przeklętego boga Peruna, i do Chorsa i Mokoszy, i do wił(y) – to czynią potajemnie

Słowo niejakiego Chrystolubca opisuje modły poświęcone Rodowi i rodzanicom:

... i mieszamy niektóre czyste modlitwy z przeklętym ofiarowaniem bałwanom, bo stawiają oprócz stołu z kutią i zgodnego z prawem obiadu także bezprawny stół, przeznaczony dla Roda i różanic wywołując gniew Boga

W odręcznym komentarzu do Ewangelii z XV w. przeciwstawia się Roda chrześcijańskiemu Bogu jako stworzyciela ludzi : 

Także nie Rod siedzący w powietrzu, miotający na ziemię grudy, i w tym rodzą się dzieci [...] wszystkiego bowiem jest stwórcą Bóg, a nie Rod

Kult Roda popularny był jeszcze w XVI-wiecznej Rusi o czym świadczą pokuty nadawane przy spowiedzi przez prawosławnych popów opisane w penitencjałach św. Sawy Storożewskiego:

Czy składałaś z babami ofiary Bogu obmierzłe, czy modliłaś się do wił, lub czyś na cześć Roda i rodzanic, i Peruna i Chorsa i Mokoszy piła i jadła: trzy lata postu z pokłonami

## Kult
Według etnolożki Haliny Łozko Święto Roda przypadało 23 grudnia  lub według czeskiej historyk i archeolog Nadii Profantowej 26 grudnia. Rodowi i rodzanicom składano bezkrwawe ofiary w postaci chleba, miodu, sera i kaszy (kutii) . Przed przystąpieniem do spożywania kutii, ojciec rodziny, który zastąpił rolę wołchwa lub żercy, rzucał pierwszą łyżkę w górę, do świętego kąta. Zwyczaj ten istnieje na Ukrainie po dziś dzień . Następnie rozpoczynano ucztę przy stole w kształcie trapezu. Po uczcie wygłasza prośby do Roda i rodzanic: „niech rodzi się wszystko dobre” .
Na Rusi, po chrystianizacji, nadal praktykowano uczty poświęcone Rodowi o czym wspomina Słowo niejakiego Chrystolubca. W pierwszych latach istnienia soboru Św. Sofii w Kijowie poganie schodzili się by obchodzić tam Szczodre gody, co później było surowo karane. Resztki kultu Roda miały przetrwać do XIX wieku .

## Interpretacje

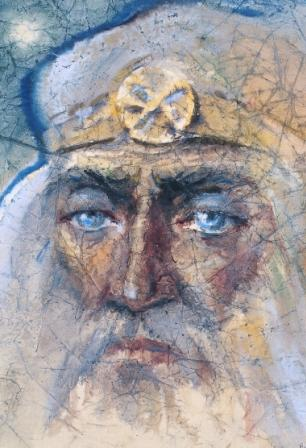
Antropomorficzne wyobrażenie Roda w świątyni Rodzimej Ukraińskiej Wiary Narodowowej na Ukrainie.

### Opinie badaczy

#### Boris Rybakow
Według koncepcji przedstawionej przez Borisa Rybakowa Rod był pierwotnie naczelnym bóstwem słowiańskim w czasach patriarchalnych społeczeństw rolniczych w I tysiącleciu n.e., później zepchniętym na niższą pozycję, co tłumaczyłoby jego nieobecność w panteonie bóstw czczonych przez Włodzimierza Wielkiego. Rybakow opierał się na Słowie św. Grzegorza Teologa, gdzie mowa o tym, iż Słowianie najpierw składali ofiary upiorom, potem Rodowi i rodzanicom, a na końcu Perunowi, co miałoby stanowić odzwierciedlenie rzekomej ewolucji wierzeń słowiańskich od animizmu przez kult sił natury do henoteizmu. Rzeźba znana jako Światowid ze Zbrucza miała według koncepcji Rybakowa przedstawiać właśnie Roda jako naczelne bóstwo słowiańskie.
Rybakow uważa także, że wszystkie koła i spiralne symbole reprezentują różne hipostazy Roda. Takimi symbolami mają być „sześciopłatkowa róża wpisana w okrąg”, czyli rozeta () oraz znak Gromowładnego ().

#### Leo Klejn i Mikoła Zubow
Ci badacze krytykowali ustalenia Rybakowa. W jednej ze swoich prac Rybakow utrzymywał, że Perun nie mógł być zapożyczony przez Wajnachów, gdyż naczelnym bogiem Słowian miał być Rod, a Perun został wprowadzony dopiero przez Włodzimierza jako patron drużyn. Przeczą temu jednak ślady Peruna na terenie całej słowiańszczyzny. Badacze ci twierdzą, że należy zidentyfikować ślady pierwotnych źródeł tekstów i przywrócić im kontekst historyczny, w ramach których powstały konkretne teksty staroruskie. Uważają oni, że staroruscy autorzy opisując Roda i rodzanice używali gotowych bloków semantycznych zapożyczonych z innych źródeł, głównie Pisma Świętego i pism teologów greckich które źle zinterpretowano: w Bizancjum horoskop nazywano „genealogią”, co dosłownie można przetłumaczyć jako „rodosłowie” lub „rodopoczytnik”. Badacze ci uważają więc, że kult Roda i rodzanic nie istniał w przedchrześcijańskiej religii Słowian. Zubow uważa także, że we wschodniosłowiańskiej religii nie istniała rozbudowana genealogia bogów i jedynym bogiem był Perun.

#### Aleksander Gieysztor
Gieysztor uważa Roda za boga organizacji społecznej. Za Benvenistem porównuje go do rzymskiego Kwiryna, którego imię pochodzi od *covira lub curia co można przetłumaczyć jako „bóg wspólnoty mężów”, do umbryjskiego Wofione (łac. Vofionus), którego imię zawiera rdzeń podobny do indoeuropejskiego wyrazu *leudho, anglosaskiego leode(„ludzie”), słowiańskiego ludie i polskiego ludzie oraz do celtyckiego Teutatesa, które imię wywodzi się od celtyckiego rdzenia *teuta oznaczającego „ród”, odrzuca jednak łączenie Roda z indyjskim Rudrą.
W związku z funkcją płodności i bogactwa utożsamia z nim białoruskiego Spora, którego imię oznacza obfitość, wielość.

#### Andrzej Szyjewski
Według Andrzeja Szyjewskiego Rod „personifikuje idee pokrewieństwa rodowego jako symbol ciągłości duchowej (rodosłowie).” Rod miał także kierować duszami zmarłych do Wyraju, aby następnie odesłać je z powrotem na nasz świat w postaci grudek ziemi ciskanych w dół lub powierzanych lelkom i bocianom.

#### Fiodor Kapica
Według folklorysty Fiodora Kapicy kult Roda i rodzanic został z czasem prawie całkowicie zapomniany. Rod przekształcił się w ducha – patrona rodziny, w „dziadka domowego”, a później opiekuna noworodków oraz uhonorowanie przodków. Ślady kultu Roda przejawiały się głównie w życiu codziennym. Pozostałościami kultu Roda mają być rosyjskie święta prawosławne takie jak Wielkanoc zmarłych (Wielki Czwartek) oraz Radonica (wtorek pierwszego tygodnia po Wielkanocy) podczas których oddaje się cześć zmarłym.
W czasach Rusi Kijowskiej w XI i XII wieku kult Roda miał być szczególnie ważny dla książąt ponieważ uważano go za patrona jedności rodu, a od tego zależało prawo do tronu i ziemi przodków. Ponieważ płodność zawsze wiązała się z kobiecością, kult Roda był tradycyjnie kobiecy. Z kultem Roda związane były więc kobiece kapłanki, które miały składać mu ofiary lub organizowały specjalne uczty kilka razy w roku. Na uczty przygotowywano chleb, owsiankę, ser i miód, następnie taki posiłek składano w kapliczkach. Wierzono, że bogowie pojawiają się tam niewidoczni dla ludzkiego oka. Czasami wzywano też Roda by chronił ludzi przed chorobami, ale w tym rytuale główną rolę odgrywały rodzanice.

#### Oleg Kutariew
Kutariew zauważa podobieństwo między kultem Roda a kultem południowosłowiańskiego Stopana i wschodniosłowiańskiego Domownika – wszystkim im poświęcano posiłek, mieli zarządzać losem i byli wiązani z kultem przodków.

#### Wiljo Mansikka
Ten filolog rosyjski i fiński zauważa, że czasami w językach słowiańskich greckie określenie „τύχη” (týchi, „szczęście”) tłumaczy się jako rod, a „είμαρμένη” (eímarméni, „przeznaczenie”) tłumaczy się jako rodzanica .

#### Jan Máchal
Ten czeski slawista twierdził, że Rod był bogiem który reprezentował męskich przodków, a rodzanice reprezentowały żeńskich przodków.

#### Halina Łozko
Według Haliny Łozko dla Ukraińców Bogiem nad bogami był Rod. Jest dawcą życia i przebywać miał w niebie, jeździć na chmurach i wyznaczać człowiekowi jego los. Rod uosabiał potomków jednego przodka, czyli wiązał się z całym rodem: zmarłymi przodkami, żyjącymi ludźmi i pokoleniami jeszcze nienarodzonymi. Rod stał się z czasem Domownikiem, którego figurki posiadało wiele rodzin. Wyobrażenia Roda i rodzanic miały także pojawiać się na rusznikach jako motywy drzewa życia. Jeszcze XX-wieczne znaleziska etnograficzne przedstawiają drzwi chat z wyobrażeniem drzewa rodowego: mężczyzn przedstawiano na liściach, a kobiety na kwiatach tego drzewa. Gdy ktoś umierał – obok jego imienia rysowano krzyżyk, gdy ktoś się rodził – dorysowywano nową gałązkę, listek lub kwiatek .

### Opinie rodzimowierców
Rosyjscy wołchwowie Wielesław (Ilja Czerkasow) i Dobrosław (Aleksiej Dobrowolski) opisują Roda jako siłę życiową, boga „wszechprzenikającego” i „wszechobecnego”. W kosmologii uważany za źródło kosmicznej emanacji, która wyraża się w hierarchii bogów.

## Kultura popularna
Rod wzmiankowany jest w opisie fabuły gry Pagan Online, gdzie pierwszy kontynent stworzony przez Swaroga nazwany jest Krainą Roda.
Polski zespół folkstepowy ROD.
Rod jest naczelnym bogiem panteonu bałtosłowiańskiego (Diewas) w komiksowym uniwersum Marvela.